# Yahoo! Internet Life
Yahoo! Internet Life est une revue mensuelle disparue. Elle était publiée par Ziff Davis, qui avait un accord de licence du moteur de recherche Yahoo!. 
Ce journal a été créé et lancé en 1995 par Barry Golson, ancien rédacteur en chef de Playboy et de TV Guide[réf. nécessaire]. Le magazine portait sur l'émergence d'Internet et la culture informatique.
L'édition américaine, lancée à la fin des années 1990, a cessé de paraître en 2002. Onze numéros d'une édition française ont été publiés, de décembre 1999 à novembre 2000.